# Mexcala meridiana
Mexcala meridiana là một loài nhện trong họ Salticidae.
Loài này thuộc chi Mexcala. Mexcala meridiana được Wanda Wesołowska miêu tả năm 2009.